# Eliza Hittman
Eliza Hittman (Nueva York, 9 de diciembre de 1979) es una directora, guionista y productora de cine estadounidense. Ganó múltiples premios con su película Never Rarely Sometimes Always (2020), incluidos los otorgados por el Círculo de Críticos de Cine de Nueva York y la National Society of Film Critics, ambos en la categoría de mejor guion.

## Biografía

### Primeros años
Hittman nació y creció en el barrio de Flatbush, en Brooklyn. Su padre es antropólogo y su madre trabajadora social. Su familia es judía. De mayor asistió al instituto Edward R. Murrow de Brooklyn, donde era aficionada al teatro. Se graduó de la Universidad de Indiana en 2001 con una licenciatura en teatro y arte dramático. Posteriormente estudió arte y cine, y en 2010 recibió una maestría en la Escuela de Cine/Video del Instituto de las Artes de California. Entre su licenciatura y su máster, Hittman representó obras de teatro en Nueva York. Sin embargo, no veía un futuro ni una carrera en el teatro. Este salto al cine es lo que finalmente la llevó al Instituto de las Artes de California.
Mientras estaba en el Instituto de Artes de California conoció a su pareja Scott Cummings. Tienen un hijo en común, nacido alrededor de 2014.

### Carrera
En 2010 escribió y dirigió un cortometraje mientras estaba en la escuela de posgrado, titulado Second Cousins Once Removed. Este cortometraje se estrenó en el festival de Oberhausen, en Alemania, y fue la primera película que presentó a un festival. Su siguiente trabajo, el cortometraje Forever's Gonna Start Tonight, fue estrenado en el Festival de Cine de Sundance de 2011 y fue destacado como una de las mejores obras de esa edición por el sitio web Indiewire.
El primer largometraje de Hittman, It Felt Like Love, fue estrenado en el Festival de Cine de Sundance de 2013 y fue exhibido en el IFC Center de Nueva York en marzo de 2014. La obra recibió críticas positivas, con una puntuación del 84% en el sitio web Rotten Tomatoes. Fue destacada tanto por el periódico The New York Times como por Village Voice. En tanto, la directora fue seleccionada por la revista Filmmaker como una de las 25 nuevas caras del cine independiente en 2013.
Su segunda película, Beach Rats, que fue seleccionada para el Screenwriter's Lab de Sundance en 2015, tuvo su estreno mundial en el Festival de Cine de Sundance de 2017. Posteriormente fue adquirida por la empresa de distribución cinematográfica Neon.
Su siguiente largometraje, Never Rarely Sometimes Always, narra el viaje de dos adolescentes desde una zona rural de Pensilvania hacia Nueva York para acceder a un aborto por un embarazo no deseado. Estuvo protagonizada por Sidney Flanigan, Talia Ryder, Théodore Pellerin, Ryan Eggold y Sharon Van Etten. Se estrenó en el Festival de Cine de Sundance de 2020, donde ganó el Premio Especial del Jurado al Neorrealismo. La película también fue seleccionada para competir por el Oso de Oro en la sección principal de la competición en el 70.º Festival Internacional de Cine de Berlín y ganó el Oso de Plata del Gran Jurado, el segundo premio más prestigioso del festival. En la obra, Hittman contó con la colaboración de la organización Planned Parenthood, que leyó los borradores del guion y le dio acceso a ciertas personas para entrevistarlas y le permitió rodar en sus instalaciones.

## Filmografía

### Películas
| Año  | Título                        | Directora | Productora | Guionista | Notas                   |
| ---- | ----------------------------- | --------- | ---------- | --------- | ----------------------- |
| 2010 | Second Cousins Once Removed   | Sí        | Sí         | Sí        | Cortometraje            |
| 2011 | Forever's Gonna Start Tonight | Sí        | Sí         | Sí        | Cortometraje            |
| 2013 | It Felt Like Love             | Sí        | Sí         | Sí        |                         |
| 2014 | Buffalo Juggalos              | No        | Sí         | No        | Cortometraje documental |
| 2017 | Beach Rats                    | Sí        | No         | Sí        |                         |
| 2020 | Never Rarely Sometimes Always | Sí        | No         | Sí        |                         |

### Televisión
| Año  | Título                 | Directora | Productora ejecutiva | Guionista | Notas                |
| ---- | ---------------------- | --------- | -------------------- | --------- | -------------------- |
| 2018 | High Maintenance       | Sí        | No                   | Sí        | 2 episodios; HBO     |
| 2018 | Por trece razones      | Sí        | No                   | No        | 2 episodios; Netflix |
| 2022 | A Friend of the Family | Sí        | Sí                   | No        | 2 episodios; Peacock |